# Oscilaciones de tipo solar
Las oscilaciones de tipo solar son  oscilaciones en estrellas excitadas del mismo modo que las del Sol, es decir, por convección turbulenta en sus capas externas. Las estrellas que muestran oscilaciones de tipo solar se denominan osciladores de tipo solar. Las oscilaciones son modos estacionarios de presión y modos mixtos de presión-gravedad que se excitan en un rango de frecuencia, con amplitudes que siguen aproximadamente una distribución en forma de campana.  A diferencia de los osciladores impulsados por la opacidad, todos los modos de la gama de frecuencias se excitan, lo que hace que las oscilaciones sean relativamente fáciles de identificar.  La convección superficial también amortigua los modos, y cada uno de ellos está bien aproximado en el espacio de frecuencias por una curva Lorentziana, cuya anchura corresponde al tiempo de vida del modo: cuanto más rápido decae, más ancha es la Lorentziana.  Se espera que todas las estrellas con zonas de convección superficial muestren oscilaciones de tipo solar, incluidas las estrellas frías de la secuencia principal (hasta temperaturas superficiales de unos 7.000 K), las subgigantes y las gigantes rojas. Debido a las pequeñas amplitudes de las oscilaciones, su estudio ha avanzado enormemente gracias a las misiones espaciales (principalmente COROT y Kepler).
Las oscilaciones de tipo solar se han utilizado, entre otras cosas, para determinar con precisión las masas y los radios de las estrellas que albergan planetas y mejorar así las mediciones de las masas y los radios de los planetas.

## Algunos osciladores brillantes de tipo solar
- Procyon (estrella)
- Alfa Centauri A y B
- Mu Herculis